# Campeonato Europeo de Judo de 1989
El XXXVII Campeonato Europeo de Judo se celebró en Helsinki (Finlandia) entre el 11 y el 14 de mayo de 1989 bajo la organización de la Unión Europea de Judo (EJU) y la Federación Finlandesa de Judo. 

## Medallistas

### Masculino
| Evento            | Oro                        | Plata                       | Bronce                                                          |
| ----------------- | -------------------------- | --------------------------- | --------------------------------------------------------------- |
| –60 kg            | Amiran Totikashvili URSS   | Petr Šedivák Checoslovaquia | Philippe Pradayrol · Francia · Carlos Sotillo Martínez · España |
| –65 kg            | Bruno Carabetta Francia    | Serguei Kosmynin URSS       | József Csák · Hungría · Pavel Petříkov · Checoslovaquia         |
| –71 kg            | Jorma Korhonen · Finlandia | Bertalan Hajtós · Hungría   | Marc Alexandre Francia Gueorgui Tenadze URSS                    |
| –78 kg            | Bashir Varayev URSS        | Frank Wieneke RFA           | Anthonie Wurth · Países Bajos · Zsolt Zsoldos · Hungría         |
| –86 kg            | Fabien Canu Francia        | Vitali Budiukin URSS        | Giorgio Vismara · Italia · Axel Lobenstein · RDA                |
| –95 kg            | Koba Kurtanidze URSS       | Jiří Sosna Checoslovaquia   | Theo Meijer · Países Bajos · Marc Meiling · RFA                 |
| +95 kg            | Rafał Kubacki · Polonia    | Thomas Müller RDA           | Hans Buiting · Países Bajos · Grigori Verichev · URSS           |
| Categoría abierta | Juha Salonen · Finlandia   | Frank Möller RDA            | Harry Van Barneveld · Bélgica · Serguei Kosorotov · URSS        |

### Femenino
| Evento            | Oro                              | Plata                            | Bronce                                                        |
| ----------------- | -------------------------------- | -------------------------------- | ------------------------------------------------------------- |
| –48 kg            | Cécile Nowak Francia             | Karen Briggs Reino Unido         | Małgorzata Roszkowska · Polonia · Marjo Vilhola · Finlandia   |
| –52 kg            | Jaana Ronkainen · Finlandia      | Dominique Maaoui-Brun Francia    | Joanna Majdan · Polonia · Sharon Rendle · Reino Unido         |
| –56 kg            | Cathérine Arnaud Francia         | Maria Gontowicz-Szałas · Polonia | Jennifer Gal · Países Bajos · Miriam Blasco Soto · España     |
| –61 kg            | Cathérine Fleury Francia         | Lenka Šindlerová Checoslovaquia  | Diane Bell Reino Unido Yael Arad Israel                       |
| –66 kg            | Emanuela Pierantozzi · Italia    | Alexandra Schreiber RFA          | Ulla Werbrouck · Bélgica · Claire Lecat · Francia             |
| –72 kg            | Ingrid Berghmans · Bélgica       | Elisabeth Karlsson · Suecia      | Marion van Dorssen · Países Bajos · Aline Batailler · Francia |
| +72 kg            | Angelique Seriese · Países Bajos | Anne Åkerblom · Finlandia        | Beata Maksymow · Polonia · Natalina Lupino · Francia          |
| Categoría abierta | Angelique Seriese · Países Bajos | Beata Maksymow · Polonia         | Yelena Gushchina · URSS · Ingrid Berghmans · Bélgica          |

## Medallero
| Núm. | País           | Oro | Plata | Bronce | Total |
| ---- | -------------- | --- | ----- | ------ | ----- |
| 1    | Francia        | 5   | 1     | 5      | 11    |
| 2    | URSS           | 3   | 2     | 4      | 9     |
| 3    | Finlandia      | 3   | 1     | 1      | 5     |
| 4    | Países Bajos   | 2   | 0     | 5      | 7     |
| 5    | Polonia        | 1   | 2     | 3      | 6     |
| 6    | Bélgica        | 1   | 0     | 3      | 4     |
| 7    | Italia         | 1   | 0     | 1      | 2     |
| 8    | Checoslovaquia | 0   | 3     | 1      | 4     |
| 9    | RDA            | 0   | 2     | 1      | 3     |
| 9    | RFA            | 0   | 2     | 1      | 3     |
| 11   | Reino Unido    | 0   | 1     | 2      | 3     |
| 11   | Hungría        | 0   | 1     | 2      | 3     |
| 13   | Suecia         | 0   | 1     | 0      | 1     |
| 14   | España         | 0   | 0     | 2      | 2     |
| 15   | Israel         | 0   | 0     | 1      | 1     |
|      | TOTAL          | 16  | 16    | 32     | 64    |